# Szatunowka
Szatunowka (ros. Шатуновка) – wieś (ros. деревня, trb. dieriewnia) w zachodniej Rosji, w sielsowiecie skoworodniewskim rejonu chomutowskiego w obwodzie kurskim.

## Geografia
Miejscowość położona jest nad rzeką Żychowka, 3,5 km od centrum administracyjnego sielsowietu skoworodniewskiego (Skoworodniewo), 27 km od centrum administracyjnego rejonu (Chomutowka), 88 km od Kurska.
W granicach miejscowości znajduje się 46 posesji.

## Demografia
W 2015 r. miejscowość zamieszkiwało 55 osób.